# Туристичний продукт
Турист́ичний продýкт — комплекс туристичних послуг, необхідних для задоволення потреб туриста під час його подорожі. Це комплекс туристичних послуг, який поєднує не менше ніж дві такі послуги, що реалізується або пропонується для реалізації за визначеною ціною, до складу якого входять послуги перевезення, послуги розміщення та інші туристичні послуги, не пов'язані з перевезенням і розміщенням (послуги з організації відвідувань об'єктів культури, відпочинку та розваг, реалізації сувенірної продукції тощо).